# Vågklimat
Vågklimat eller vågmiljö berör frågan om hur vattenvågor beter sig inom ett visst område. Vanligast är att man undersöker vågklimaten vid tillbyggnad av byggnader eller vågkraftverk som ligger vid t.ex. hamnar eller kuster. Vid forskning kring vågklimat undersöker man främst vilken typ av vågor som är vanliga inom området men även risken för katastrofer, till exempel tsunamivågor.

## Olika typer av vågklimat
Det viktigaste när det gäller forskning kring vågklimat är att ta reda på hur det geografiska området ligger till. Detta är givetvis olika från land till land och hur pass utsatt det geografiska området är för till exempel kontinentalplattornas rörelser. Andra saker som man måste ha i åtanke är vilket eller vilka hav som det geografiska området befinner sig i eller gränsar till. Detta kan ha olika effekter som till exempel strömmar i vattnet, vindstyrka och ebb och flod.

## Vågklimatet i Sverige
Sverige gränsar till hav som Östersjön, Kattegatt och Bottniska viken som är förhållandevis lugna jämfört med de andra större haven. Dock har det uppstått flertal höga vågor som uppnått en höjd på 7,4 meter. En våg uppstod strax utanför Åland i den nordöstra delen av Östersjön. Den högsta vågen som uppmätts i Sverige var 13,9 meter och uppmättes år 2011 vid Väderöarna nordväst om Göteborg. Även om dessa vågor kan anses vara extremt höga anses risken vara låg för monstervågor i Sverige. Den största risken att påträffa de högre vågorna är i den nordöstra delen av Östersjön. Detta beror på att starka vindar från sydväst är vanliga och blåssträckan (hur långt vind och vågor hunnit färdas) är som längst just här.

## Vågklimatet i framtiden
Vågklimatets framtidsutveckling är svår att fastställa då den konstanta klimatförändringen pågår. Forskningen för vågklimat kommer antagligen bli större och uppmärksammas mer i samband med att fler och fler börjar satsa på vågkraft som energikälla.